# Ніколь Андерсон
Ніколь Гейл Андерсон (англ. Nicole Gale Anderson; нар. 29 серпня 1990, Рочестер, Індіана, США) — американська акторка.

## Біографія
Андерсон народилася в Рочестері, Індіана. Її мати народилася на Філіппінах та переїхала разом батьком Ніколь Гейл — капітаном другого рангу ВМС США, до Америки. Має британське, шведське та німецьке коріння по лінії батька та філіппіно-іспанське — материнській. Має брата Кенна Андерсона (англ. Kenn Anderson) та сестру Надін Андерсон (англ. Nadine Anderson).
Більше десяти років займалася гімнастикою, брала участь у змагання з цього виду спорту. Була змушена залишити гімнастику через велику кількість травм.
У 13 років Андерсон отримала стипендію Модельної та акторської школи Джорджиї Барбізон, з того часу почала відвідувати кастинги. Взяла участь у зйомках телереклами (Мері-Кейт та Ешлі Олсен, Stand U, Bratz Pretty 'n' Punk & Treasures).

## Кар'єра
Почала акторську діяльність у 2005 з маленької ролі у серіалі «Інша».
З березня 2012 Андерсон приєдналася до акторського складу «Красуня і Чудовисько», виконуючи роль Хезер Чендлер. Наступною роботою стала головна роль Міранди Коллінз у спін-офі серіалу «Милі ошуканки» — «Рейвенсвуд».

## Фільмографія

### Фільми
| Рік  | Назва              | Оригінальна назва   | Роль                        | Примітки  |
| ---- | ------------------ | ------------------- | --------------------------- | --------- |
| 2008 | «Принцеса»         | Princess            | Джиттербаг/Принцеса Калліоп | телефільм |
| 2010 |                    | Accused at 17       | Б'янка Міллер               | телефільм |
| 2011 | «Погані дівчата 2» | Mean Girls 2        | Гоуп Плоткін                |           |
| 2012 |                    | Lukewarm            | Джессі                      |           |
| 2013 | «Червона межа»     | Red Line            | Торі                        |           |
| 2014 | «Ніколи»           | Never               | Меган                       |           |
| 2017 |                    | The Wedding Do Over | Еббі Андерсон               | телефільм |

### Серіали
| Рік       | Назва                     | Оригінальна назва       | Роль             | Примітки     |
| --------- | ------------------------- | ----------------------- | ---------------- | ------------ |
| 2005      | «Інша»                    | Unfabulous              | черлідер         | 1 епізод     |
| 2007      | «Зоуї 101»                | Zoey 101                | Марія            | 1 епізод     |
| 2007      | Ханна Монтана             | Hannah Montana          | Марісса Г'юз     | 1 епізод     |
| 2007      | «АйКарлі»                 | iCarly                  | Таша             | 1 епізод     |
| 2008      | «Неділя! Неділя! Неділя»! | Sunday! Sunday! Sunday! | Дана             | головна роль |
| 2009–2010 | «Брати Джонас»            | Jonas                   | Мейсі Міса       | головна роль |
| 2009–2012 | «Гімнастки»               | Make It or Break It     | Келлі Паркер     | 17 епізодів  |
| 2009      |                           | Imagination Movers      | Попелюшка        | 1 епізод     |
| 2011      | «Щасливий кінець»         | Happy Endings           | Медісон          | 1 епізод     |
| 2011      | «Двійник»                 | Ringer                  | Моніка Рейнольдс | 1 епізод     |
| 2012–2016 | «Красуня і Чудовисько»    | Beauty & the Beast      | Гізер Чендлер    | 36 епізодів  |
| 2013      | Милі ошуканки             | Pretty Little Liars     | Міранда Коллінз  | 1 епізод     |
| 2013–2014 | Рейвенсвуд                | Ravenswood              | Міранда Коллінз  | головна роль |